# Leptosema chambersii
Leptosema chambersii är en ärtväxtart som beskrevs av Ferdinand von Mueller. Leptosema chambersii ingår i släktet Leptosema och familjen ärtväxter. Inga underarter finns listade i Catalogue of Life.